# Tajos del Alcázar
Los tajos del Alcázar son un espacio natural de gran belleza paisajística de la sierra de Tejeda que se encuentra situado en el término municipal de Alcaucín en la provincia de Málaga (España). Fueron declarados Monumento Natural de Andalucía en 2011.

## Descripción
Los tajos constituyen una muestra singular de la geomorfología del parque natural de las Sierras de Tejeda, Almijara y Alhama, siendo la más llamativa una formación geológica singular y representativa del macizo calizo dolomítico, el tajo Fuerte (1.820 m.), con más de 170 m de desnivel y 500 m de longitud. Es un lugar inaccesible solo frecuentado por aves rapaces y cabras montesas. También es notoria la vegetación rupícola y kárstica, constituyendo la presencia de la flora vascular uno de los valores más significativos y objeto de interés botánico.
Los tajos se encuentran cerca del área recreativa del Cortijo del Alcázar, situada a unos seis kilómetros de Alcaucín. Es una zona que destaca por la abundancia de agua y vegetación. En sus inmediaciones se conservan unas ruinas de una antigua fortificación árabe, que dan nombre al lugar.